# Pellegrinaggio vietato
Pellegrinaggio vietato (Enchanted Pilgrimage) è un romanzo di fantascienza dello scrittore statunitense Clifford D. Simak del 1975.
L'opera, in Italia, è stata pubblicata anche con il titolo Pellegrinaggio incantato.

## Storia editoriale
Il romanzo si colloca a metà tra la fantascienza e il fantasy; è stato pubblicato per la prima volta nel 1975 ed è una delle ultime opere dello scrittore, sicuramente non una delle migliori.
Il romanzo, in Italia, è stato pubblicato per la prima volta nel 1975 con il titolo Pellegrinaggio vietato per la Collana Urania, ritradotto nel 2004 per la Perseo libri e pubblicato con il titolo Pellegrinaggio incantato.

## Trama
La storia si svolge su una Terra alternativa fantastica. Mark Cornwall è un letterato che dopo sei anni di studio nella biblioteca dell'Università di Wyalusing, casualmente in un risvolto di un libro antico, trova una centenaria pergamena nella quale Taylor, un antico viaggiatore, ha descritto le leggendarie "Terre Desolate" e i suoi abitanti, i cosiddetti "Vecchi". Cornwall si appropria del foglio, credendo di non essere visto, ma il folletto Oliver, nascosto tra le travi del soffitto, e Oswald, un equivoco monaco, se ne sono accorti. Oliver si presenta da Cornwall e lo mette in guardia da Oswald, sicuro che il religioso lo avrebbe denunciato. Max realizza una copia della pergamena con varie modifiche nel racconto e nasconde l'originale, dopo di che lascia in gran fretta il convento. Oswald, nel frattempo, si reca dal mercante Lawrence Beckett raccontandogli dell'esistenza dell'antica pergamena ritrovata da Cornwall contrattando, in cambio una raccomandazione per un avanzamento di status nel convento. Beckett uccide Oswald e con i suoi uomini parte alla ricerca di Cornwall. Lo studioso, che si era unito a un gruppo di viaggiatori, viene intercettato dagli uomini di Beckett che sterminano la carovana. La copia della pergamena viene sottratta e Beckett creduto morto. L'uomo viene trovato da Gib, appartenente alla "Gente delle paludi" che insieme all'amico Hal , della "Gente della Collina" e al suo grosso procione Coon, si stanno dirigendo a nord ovest per consegnare al "Vescovo della Torre" un libro e un'ascia da pugno per esaudire l'ultima richiesta di un eremita in punto di morte. Ai tre, lungo il tragitto, si era unito il folletto Oliver, preoccupato per la sorte di Cornwall. Gib difende Cornwall dall'attacco di un branco di lupi e gli cura le ferite. I cinque decidono di prosegue il cammino insieme fino a quando le loro strade dovranno dividersi. Il gruppo trova rifugio per la notte nella stalla di un'osteria. Tra le balle di fieno si era rifugiata la giovane Mary che, nascostasi dai violenti proprietari dell'osteria. Durante la notte, nella stalla si introducono gli uomini di Beckett; il gruppo, coeso, attacca i nemici riuscendo a fuggire nella notte. Il giorno dopo trovano l'osteria bruciata e gli occupanti massacrati.
Mary decide di unirsi al gruppo per raggiungere Terre Desolate, sapendo di essere originaria di quei luoghi, pur ricordando poco o nulla della sua infanzia, essendo stata adottata in giovane età dalla gente della Terra di confine. Il gruppo arriva dal Vescovo della Torre, un anziano vescovo guerriero che aveva il compito di presidiare la Terra  di confine contro le invasioni dei mostri delle Terre Desolate. Durante il breve soggiorno il gruppo viene raggiunto dallo gnomo Sniveley, amico di Gib, al quale aveva donato una robusta scure e una spada incantata, a sua volta donata a Cornwall. Il vescovo, ricevuto il libro e l'ascia da pugno, raccomanda al gruppo di recarsi nelle Terre Desolate per trovare i "Vecchi", mitologici abitatori di quelle lande, per restituirgli l'arma. Il gruppo riprende il viaggio imbattendosi nei corpi massacrati degli uomini di Beckett; una musica inquietante, suonata dal misterioso "Pifferaio Triste" aleggia sul luogo dell'ecatombe. Il gruppo si allontana rapidamente giungendo, finalmente, nelle Terre di confine. Qui Mary ritrova due suoi vecchi amici che le tenevano compagnia quando era bambina: il nano Bromley e un terrificante orco che si rivela invece un bonaccione. Non vi è invece traccia del suo grande amico, il folletto Fiddlefinger. La ragazza recupera anche un corno di unicorno, oggetto magico che riesce inaspettatamente a estrarre dal tronco di un albero. Il gruppo si reca da una strega per avere informazioni sulle Terre Desolate; Mary riconosce nell'anziana la donna che l'aveva accolta: i genitori di Mary, infatti, provenivano da un altro mondo e si erano trattenuti per un anno, insieme alla figlia, per studiare le popolazioni della Terra Desolata, prima di partire alla ricerca dei Vecchi, non senza aver prima affidato Mary alla cura dell'anziana che l'aveva a sua volta data in adozione ad una coppia. Nelle Terre di confine il gruppo viene avvicinato da Alexander Jones, anch'egli proveniente dallo stesso mondo dei genitori di Mary e in possesso di oggetti tecnologici sconosciuti quali una motocicletta e una macchina fotografica. Prima di partire per le Terre Desolate, il gruppo ha un primo scontro contro i demoni che hanno preso prigioniero Beckett torturandolo senza pietà. Cornwall, impietosito per la sorte dell'uomo, lo libera e lo affida alla strega che lo irretisce con un filtro e lo rende suo schiavo sessuale. Cornwall e Mary si scoprono innamorati ma la ragazza dovrà mantenersi vergine per poter continuare a usare il corno magico.
Il gruppo si addentra quindi nelle Terre Desolate. Per sfuggire a un attacco dei demoni, la compagnia deve rifugiarsi nel castello della Bestia del Caos. Qui un assortito gruppo di mutanti li accoglie, gli comunica che la Bestia è morta e in cambio dell'aiuto contro i demoni, chiedono alla compagnia di introdursi nel silos che funge da tomba della Bestia del Caos per recuperare un oggetto incastrato nel cadavere putrescente dell'essere. Con fatica, a causa dei miasmi, Mary recupera l'oggetto aiutandosi con il magico corno. L'oggetto non è altro che un robot, soprannominato "Secchio di latta". Il gruppo inutilmente attende che gli abitanti del castello mantengano la promessa ma, avvisati da Secchio di latta, abbandonano rapidamente il castello prima che questo venga distrutto da turbini infuocati. I demoni si sono dileguati e nell'aria si ode nuovamente la musica del Pifferaio Triste. Il gruppo incontra finalmente i Vecchi che non sono altro che una popolazione abbrutita che si nutre, prevalentemente, di demoni; Jones, che aveva preceduto il gruppo a sua insaputa, è stato preso prigioniero dai Vecchi, che lo credono un demonio. Cornwall convince i vecchi a liberare Jones. Il gruppo viene accolto nel villaggio dei vecchi ma è costretto a fuggire quando questi, ricevuta l'ascia da pugno, interpretano il gesto come un'offesa. Secchio di latta è determinante per la salvezza del gruppo che sbaraglia i nemici permettendo la fuga dei compagni di viaggio. Durante il cammino si unisce a gruppo il "Pettegolo" e il suo cane, un anziano viaggiatore incontrato nelle Terre di confine; la meta ora è l'Università, luogo mitologico già visitato da Jones e dai genitori di Mary anni addietro.
Prima di giungere alla meta, il gruppo affronta e sconfigge un attacco di arpie che proteggono l'università; Jones rimane ferito a un braccio. Al termine del viaggio giungono al cospetto dello "Studioso", il custode dell'università e della sua enorme biblioteca. Qui Mary ritrova l'amico folletto Fiddlefinger. Il Custode spiega che i mondi paralleli sono almeno tre: il mondo ove loro vivono, quello di Jones, che riesce a spostarsi tra i diversi piani grazie a una sua invenzione, e quello da cui provenivano i genitori di Mary e a cui essi sono tornati avendo creduta la figlia morta. Il Custode rivela che Secchio di latta è il figlio della Bestia del caos, proveniente da un pianeta alieno e precipitato sulla Terra. Il Custode intende creare nella biblioteca un centro di studio di tutte le dimensioni, una sorta di museo, e chiede al gruppo di rimanere lì ad aiutarlo. Cornwall, Mary e Oliver accettano, Secchio di latta rimane con loro, Jones deve tornare al suo mondo per curarsi il braccio, con la promessa di ripresentarsi quanto prima con materiale di studio del suo mondo. Gli altri membri del gruppo ritorneranno alle loro case e alle loro attività, serbando per sempre il ricordo di quell'incredibile avventura.

## Edizioni
- (EN) Clifford D. Simak, Enchanted Pilgrimage, New York, Berkley/Putnam, maggio 1975, ISBN 978-0-399-11477-9.
- Clifford D. Simak, Pellegrinaggio vietato, traduzione di Maria Benedetta De Castiglione, Urania, n. 685, Milano, Mondadori, dicembre 1975.
- (PT) Clifford D. Simak, O outro lado do tempo, traduzione di Eurico Fonseca, Argonauta, n. 227, Lisbona, Livros do Brasil, ottobre 1976.
- (DE) Clifford D. Simak, Marc Cornwalls Pilgerfahrt, traduzione di Otto Martin, Heyne Science Fiction & Fantasy, n. 3525, Monaco di Baviera, Heyne, 1977, ISBN 978-3-453-30391-1.
- (FR) Clifford D. Simak, Le pèlerinage enchanté, traduzione di Claude Saunier, Présence du Futur, n. 228, Parigi, Denoël, gennaio 1977.
- (NL) Clifford D. Simak, Magisch Land, traduzione di Marjan J.J. Oleff, Luitingh SF, Utrecht, Luitingh, 1978, ISBN 978-90-245-0457-2.
- Clifford D. Simak, Pellegrinaggio vietato, in Millemondinverno 1981: Tre romanzi completi di Clifford D. Simak, traduzione di Maria Benedetta De Castiglione, Millemondi, n. 20, Milano, Mondadori, dicembre 1981.
- Clifford D. Simak, Pellegrinaggio incantato, traduzione di Lella Moruzzi, Opere di Clifford D. Simak, n. 25, Bologna, Perseo libri, ottobre 2004.